# ロザリー・ラ・モリエール
ロザリー・ラ・モリエール（Rosalie La Morlière：1763年頃 - ？）は、池田理代子の漫画『ベルサイユのばら』及び『栄光のナポレオン-エロイカ』に登場する架空の人物。
フランス王妃マリー・アントワネットがコンシェルジェリー牢獄に収容された際に死刑執行直前まで世話をし、獄中での王妃について手記を残したロザリー・ラモルリエールという未婚の母で文盲の女中がおり、この人物に着想を得て池田が創作した。

## 血筋
出生年は1763年頃。父はバロア家の最後の当主であるサン・レミー男爵。母は貴族の娘マルティーヌ・ガブリエル（後のポリニャック伯爵夫人）。しかし、諸事情から両親は結婚に至らず、妊娠にうろたえるマルティーヌに同情したサン・レミー男爵の愛人であり、異母姉ジャンヌの母でもあるニコール・ラ・モリエールに生後、間もなく引き取られ、父の死後はパリの下町へ移住、出生の秘密を知らされずに、ジャンヌとは同胞の姉妹として愛情深く育てられた。

## 人物像
ブロンドの巻き毛にぱっちりとした大きな瞳といった愛らしい容姿をしており、それ故にモンテクレール伯爵夫人に命を狙われたこともある（外伝・黒衣の伯爵夫人）。自らも貧しい生活を送っているにもかかわらず、病気の母を献身的に看病、我が身を省みずに貴族から子供を庇う、乏しい食料を分け与えるなど優しい性格であり、結婚後も身寄りのないカロリーヌを引き取ったりするなど、その性格は変わらなかった。但し、溺れすぎる傾向にあり、夫と息子の生活面での苦労は自身が原因となっている。少女の頃はやや泣き虫だったが、オスカルに拾われてから、ジャルジェ家で愛情を受け様々な経験を経て、人間として大切なものを見失わない芯のしっかりした女性へと成長した。
オスカルに対しては同性でありながら、恋愛感情に近い憧れを抱いており、ベルナールと結婚後もオスカルに対する憧れが失われることはなかった。

## 略歴

### ベルサイユのばら
1775年頃、12歳の時に困窮した生活の中で泥酔した貴族に声を掛けられたことから、病気の母のため売春をして金を得ることを決意し、パリの街で客を引こうとする。この際に偶然にオスカルに声をかけ、しかし、女性であるオスカルは当然、この申し出を受けず、ロザリーに同情して金貨を与えた。ローズ・ベルタンの店に、台所の下働きとして雇われた直後、母を、ある貴婦人の乗った馬車に跳ねられるという事故で亡くし（この時に母から、生母の名を途中まで聞かされている）事故現場に居合わせた新聞記者：ベルナール・シャトレに葬儀の手続きや埋葬を世話になる。
1776年から1777年頃、母の敵討ちとして、ブロンドの巻き毛とドレスの柄の記憶を頼りにベルサイユへ向かう。が、ベルサイユ宮殿の規模の広大さ、貴婦人のドレス事情を知らずにいたことから、同じくブロンドの巻き毛を持ち、偶然にも同じ柄のドレスを着用していたオスカルの母を件の貴婦人と誤認し、ジャルジェ家の屋敷へ侵入して彼女を襲撃、その際にオスカルと再会し、その行く末を心配したオスカルによって引き取られる。始めは風聞から王妃、マリー・アントワネットを良く思っていなかったが、オスカルに連れられて行った舞踏会で対面し、誤解を解く。オスカルに対しては、女性と知ってからもほのかな恋心は止まず、一途に慕う。その純真さ、愛らしさでオスカルの心を和ます妹のような存在となる。
探していた実母「マルティーヌ・ガブリエル」が、養母を轢き殺したポリニャック伯夫人であると知った直後、異父妹シャルロットが政略結婚に対しての嫌悪から自殺。その直後にジャンヌの引き起こした事件を理由にポリニャック伯夫人に脅され、引き取られて行くが、異父妹シャルロットの身代わりに政略結婚させられそうになり、生まれ育った町へ逃げ帰る。
1787年春、義賊「黒い騎士」として捕らえられたベルナールと再会。彼の身の回りの世話をしているうちに愛し合うようになり、結婚した。1789年6月、ベルナールを訪ねて来たオスカルと再会。夫の目の前でオスカルに喜んで抱きつき、ベルナールを嫉妬させた。同年、7月14日、バスティーユの戦いで死亡するオスカルを看取る。1793年、コンシェルジュリー牢獄に投獄されたマリー・アントワネットと再会。死刑直前まで世話をする。

### エロイカ
理想を貫くあまり度々政治的に弾圧される夫ベルナールを支える賢夫人として描写されている。オスカルのミドルネーム「フランソワ」と命名した息子が1人おり、ベルナールとの生活は幸福であったようである。その一方で、誰もが革命の成功と共和国の未来を信じていると勘違いをしており、優しすぎて自分達の生活自体が苦しいのに知らぬこととはいえフーシェ（ジャコバン派）のスパイを演じる王党派のカトリーヌ・ルノーダンに情報収集の場を与えて夫の仕事に深刻な妨害を幇助する形になってしまう。
1804年、ベルナールがナポレオン暗殺を企て失敗し死亡すると、母子でスウェーデンに亡命。最後の登場はカール13世に指名されて養子になるも終生スウェーデン語を話せなかったベルナドッテ王朝の国王シャルル・ベルナドット（元はナポレオン麾下の将軍）を補佐した皇太子オスカル1世の教育係に抜擢されたフランソワとフランスの行く末について話している場面となる。
アランが未だにオスカルを想っていることをベルナールから聞かされたロザリーが「オスカルさまはあたしのよー」と叫ぶシーンがあり、終生オスカルを忘れることはなくベルナールを呆れさせた。
なお、池田理代子が原案を新規に提供した、宝塚歌劇の「外伝ベルサイユのばら」では、ナポレオン暗殺未遂でベルナールは死亡せず、この際にロザリーの懐妊が明らかになる。

## キャスト

### テレビアニメ
- 吉田理保子（テレビアニメ）

### ドラマCD
- 三五美奈子（ドラマCD・Vol.1）
- 前野智昭（ドラマCD・I・II・FIN）

### ミュージカル
『宝塚版ベルサイユのばら』本編のキャストは「ベルサイユのばら (宝塚歌劇)#配役一覧」を参照。
- 遠野あすか（外伝ベルサイユのばら）
- 純アリス（梅田コマ劇場ミュージカル）

### 実写映画
- シェラ・マクロード（吹き替え：土井美加）※実写映画ではロザリ―・バロア